# 任湘生
任湘生（1960年3月—），贵州大方人，1984年毕业于贵州财经学院工业经济系计划统计专业，后留校任教。1996年9月，任贵州省科协副秘书长；1998年2月，任贵州省科协秘书长；2002年6月，任贵州省科协副主席；2013年11月，任贵州省统计局局长；2017年1月，兼任贵州省人民政府副秘书长。2017年6月，任贵州省政府秘书长。2018年1月，任贵州省政协副主席。